# Gossel (Wüstung)
Gossel ist ein im 14. Jahrhundert wüst gefallenes Dorf im Gebiet des Landkreises Jerichower Land.

## Geographie

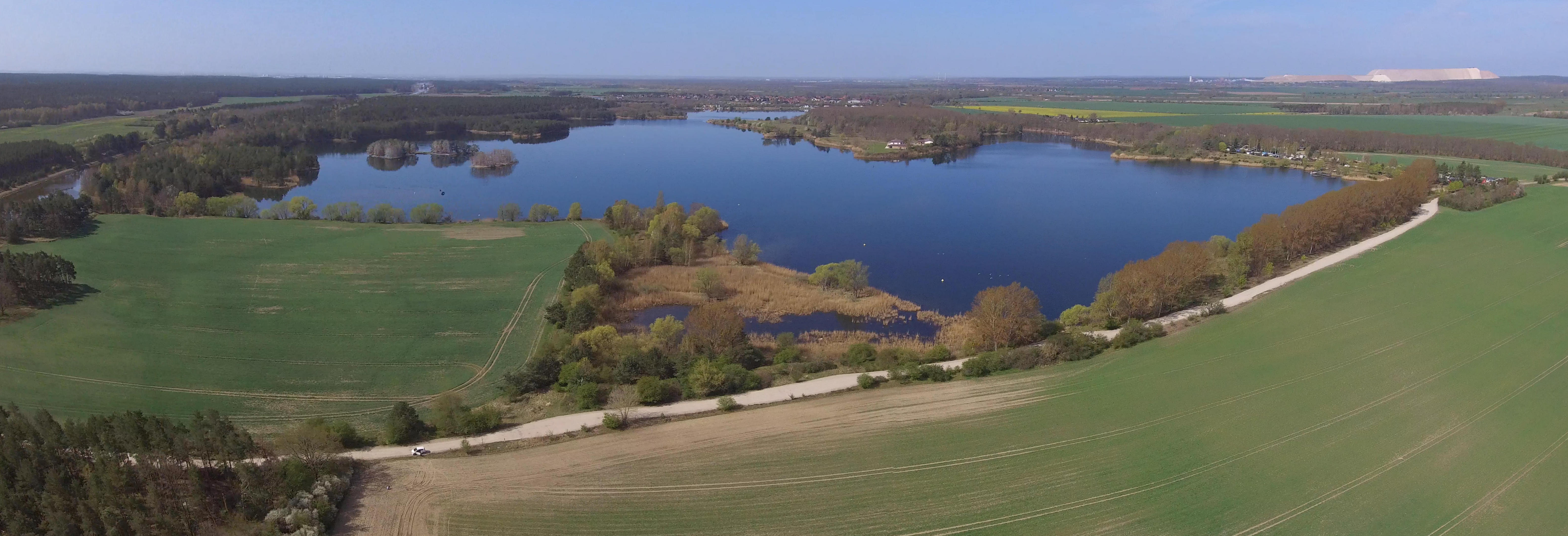
Niegripper See an der alten Dorfstelle Gossel

Gossel befand sich etwa 2 km östlich von Niegripp, 2,3 km südlich von Schartau sowie 4,5 km westlich von Burg (bei Magdeburg) südlich des Niegripper Altkanals. Die im Erdreich verbliebenen Spuren des Dorfes wurde im Zuge des Kiesabbaus im Niegripper See im 20. Jahrhundert beseitigt. Es handelt sich somit um keine klassische Devastierung, da der Ort bereits zuvor wüst gefallen war.
Die gesamte wüste Flur umfasste 660 Morgen Äcker und Wiesen und gehörte zur Stadtflur von Burg. Zuvor grenzten im Westen Niegripp, im Norden Schartau, im Osten der Wassergraben bei der Wüstung Stridewisch und im Süden der Schafdammgraben bei der Wüstung Lesegow an.
Heute erinnert die Straßenbezeichnung Gossel am nordöstlichen Ufer des Sees an die ehemalige Siedlung. Dort, nördlich der ehemaligen Wüstung, befand sich laut dem Messtischblatt 2033 Niegripp von 1873 die Feldmark Gosel. Ein Sumpfgebiet nordwestlich der Siedlung hieß Gosel Wahl, zudem gab es in der Flur von Niegripp das Flurstück Gossel Breite.

## Geschichte
Die erste urkundliche Erwähnung von Gossel fand im Jahr 1136 statt, als der Magdeburger Erzbischof Konrad dem Kloster unser Lieben Frauen zu Magdeburg das ganze Dorf Gosle schenkte. Im gleichen Jahr erlaubte Bischof Ludolf von Brandenburg dem Kloster über seine Kleriker nicht nur in Gosle, sondern überall in der Brandenburger Diözese zu verfügen und schenkte dem Kloster den ganzen Zehnten im Dorfe Gosle.
Im Jahre 1156 legte der Magdeburger Erzbischof Wichmann einen Streit zwischen dem Magdeburger Kloster und dem Brandenburger Bischof Wigger über den dritten Teil des Zehnten im Dorfe Gosle bei. 1349 bestätigte der Magdeburger Erzbischof Otto dem Kloster erneut den Besitz von Gossel. Im Jahr 1370 sind Friedrich, Conrad und Otto von Belitz als Lehnsnehmer des Erzstifts Magdeburg in Goszle belegt. Die in diesem Zusammenhang verwendeten Formulierungen lassen darauf schließen, dass der Ort bereits wüst gefallen war.
Im Jahr 1509 entschieden die Erzbischöflichen Räte infolge von Streitigkeiten zwischen dem Magdeburger Kloster und den Bürgern von Burg, dass das Kloster die beiden Feldmarken Gossel und Stottersdorf nur an Bürger von Burg verpachten dürfe und dass dem Propst des Klosters die Befugnis zustehe, aus jenen Bürgern Schöffen zu Richtern in jenen Feldmarken zu ernennen. Diese wurden beauftragt ein Gerichtsbuch zu halten, aber dem Propst wurde die Gerichtsbarkeit zugesprochen. Im Jahr 1511 beklagte sich die Stadt Burg beim Magdeburger Erzbischof, dass einige Bauern von Schartau den Acker-Rückkauf in den Feldmarken Gossel und Stoterstorp vor Burg nicht zuließen, sich also nicht an den Rezess von 1509 hielten. Im Jahr 1523 gehörten dem Magdeburger Kloster 32 Hufen in Gossel. Die Pächter bildeten eine Gemeinschaft, die einen Schulzen für seine Verwaltungstätigkeit mit einer Hufe entlohnte. Eine zweite Hufe erhielt er vom Kloster.
Für das Jahr 1563 ist durch das Kirchenvisitationsprotokoll belegt, dass dem Küster in Schartau von jeglicher Hufe auf den Feldmarken Notzdorp, Gossel und Funder, die Bürgern von Burg gehörte, jährlich „ein Viert Roggen“ zustand. Die Schartauer Kirche besaß zudem eine halbe Hufe zu Gossel.
Auch im 17. und 18. Jahrhundert gab es Streitigkeiten um die Feldmark des Dorfes. Das Kloster hielt aber an seinem Vorrecht fest und hielt auf der Feldmark weiter Gerichtstage ab.

## Namensformen
Der Ortsname änderte sich im Laufe der Jahrhunderte nur geringfügig. Er lautete in den Jahren 1136 und 1156 Gosle, 1370 Goszle, 1509 und 1511 Goszel und 1523 Gotzell. Allerdings lautet die alternative Schreibweise von 1136 Goscele bzw. Goscela. Die Schreibweise Gosel tritt auf dem Messtischblatt von 1873 für die Feldmark auf, die Wüstungsstelle wird auf dem Messtischblatt von 1932 aber Gossel genannt.